# Guðrún Hafsteinsdóttir
Guðrún Hafsteinsdóttir, née 9 février 1990 à Selfoss, est une femme politique islandaise du Parti de l'indépendance.
Elle est membre du parlement islandais Althing depuis septembre 2021 et ministre de la Justice de juin 2023 à décembre 2024.

## Biographie

### Formation
Guðrún Hafsteinsdóttir est titulaire d'une licence en anthropologie et d'un diplôme en études de genre appliquées de l'université d'Islande.

### Carrière entrepreneuriale
Guðrún Hafsteinsdóttir travaille pendant longtemps dans l'entreprise familiale Kjörís, un fabricant de glaces bien connu en Islande, notamment en tant que directrice générale après le décès de son père en 1993 jusqu'en 1994 et plus récemment en tant que directrice marketing de 2008 à 2021. Elle siège également au conseil d'administration de diverses sociétés islandaises dont celui de la station thermale Bláa Lónið ), est membre du conseil d'administration et du conseil consultatif de l'université de Reykjavík et préside l'Association des fonds de pension islandais de 2017 à 2021.

### Carrière politique
Lors des élections législatives du 25 septembre 2021, Guðrún Hafsteinsdóttir est élue au parlement islandais Althing pour la circonscription du Sud,. Lors de la formation du nouveau gouvernement en 2021, le ministre des Finances et chef du Parti de l'indépendance, Bjarni Benediktsson, annonce qu'elle est chargée du ministère de la Justice de Jón Gunnarsson dans les 18 mois. Cette annonce est mise en œuvre avec un peu de retard en juin 2023 et elle prend ses fonctions le 19 juin. On s'attend à ce qu'elle poursuive la politique d'immigration controversée de son prédécesseur, caractérisée par un durcissement des règles pour les demandeurs d'asile,.
Þorbjörg Sigríður Gunnlaugsdóttir lui succède au poste de ministre de la Justice dans le cabinet de Kristrún Frostadóttir.
Le 8 février 2025, elle annonce son intention de devenir cheffe du parti de l'indépendance. Elle est élue le 2 mars 2025, devenant la première femme à diriger ce parti.